# Ponts de Keskikoski
Les ponts de Keskikoski (en français : Keskikosken sillat) ou ponts de Keskikoski I et II (en français : Keskikosken silta I ja II) sont deux ponts dans l'agglomération de Myllykoski à Anjalankoski dans la municipalité de Kouvola en Finlande.

## Présentation
Les deux ponts traversent le fleuve Kymijoki à l'endroit de l'île Lemmensaari longue et étroite.
Les deux ponts en arc en acier ont été construits à la frontière des municipalités d'Anjala et Sippola  et leur construction s'est achevée en 1954.
À cette époque, ils s'appelaient ponts de Myllykoski, mais les noms actuels des ponts sont pont Keskikoski I et pont Keskikoski II.
Le pont occidental (Läntinen silta) ou pont Keskikoski I  (Keskikoski silta I) a été classé comme pont-musée en 1982.
Le pont-musée, a une portée plus longue. La travée centrale du pont à trois travées est de 50,1 mètres et la portée est de 51 mètres.
La largeur utile du pont est de 10 mètres, la longueur totale du pont est de 78,5 mètres.
La portée du pont occidental (Itäinen silta) ou pont Keskikoski II   est de 37 mètres.
Les ponts de Myllykoski ont été conçus par le professeur Herman Ossian Hannelius.
La route régionale 353 passe sur les ponts.

## Protection
Les ponts couverts en béton armé de Keskikoski font partie de l'environnement de la papeterie de Myllykoski, qui est un des Sites culturels construits d'intérêt national répertoriés par la direction des musées de Finlande.

## Galerie

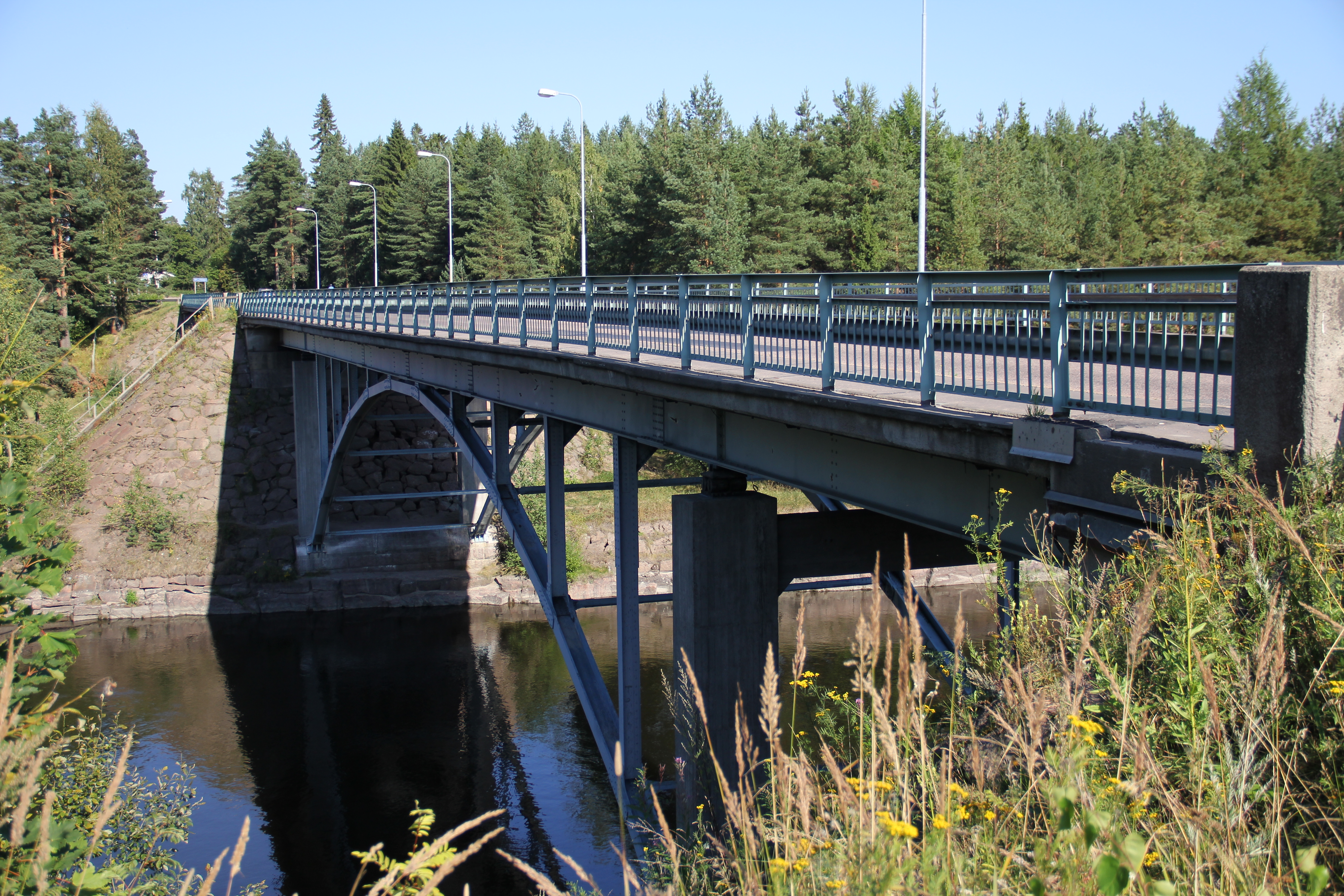
Pont de l'Ouest.
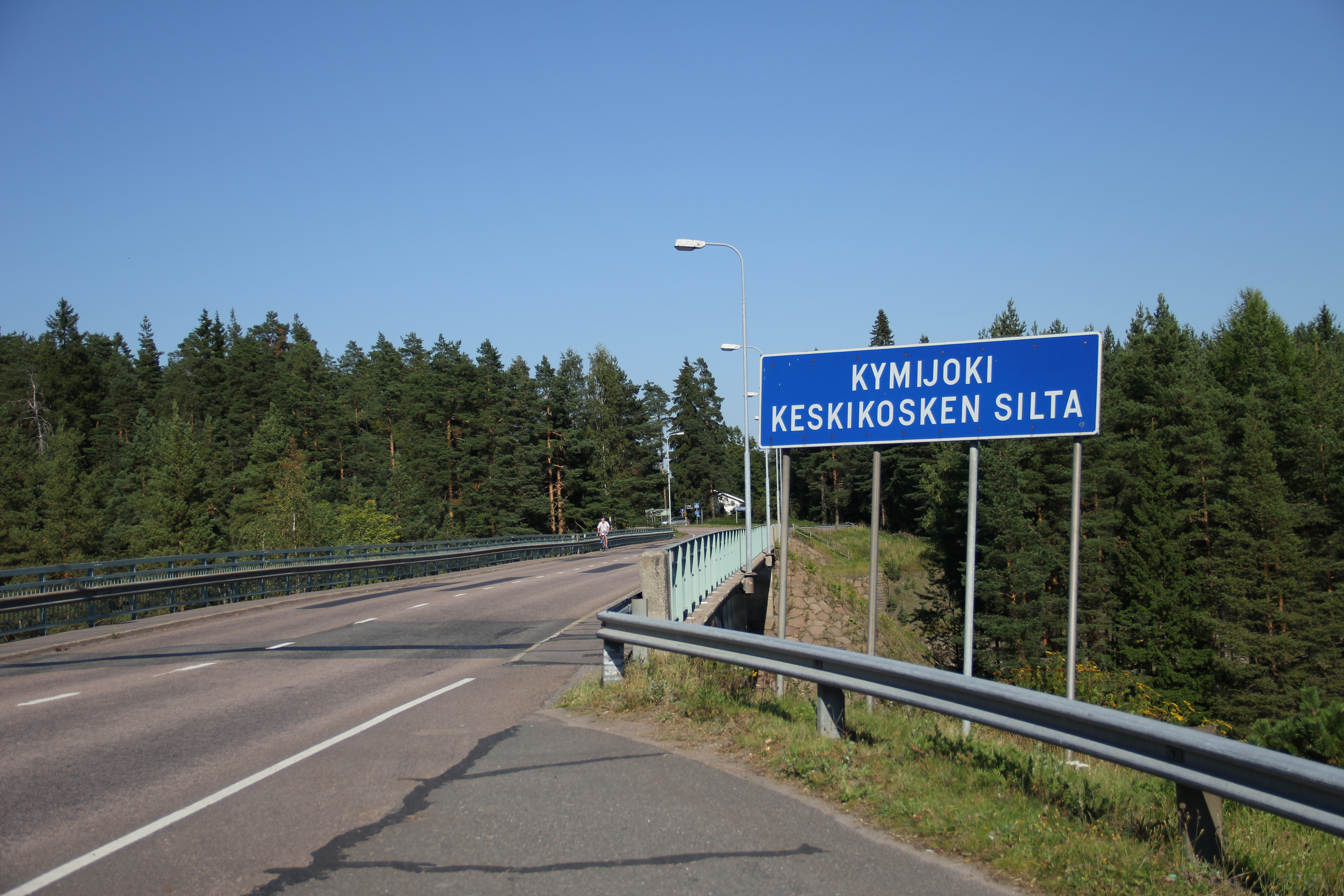
Keskikoski I.
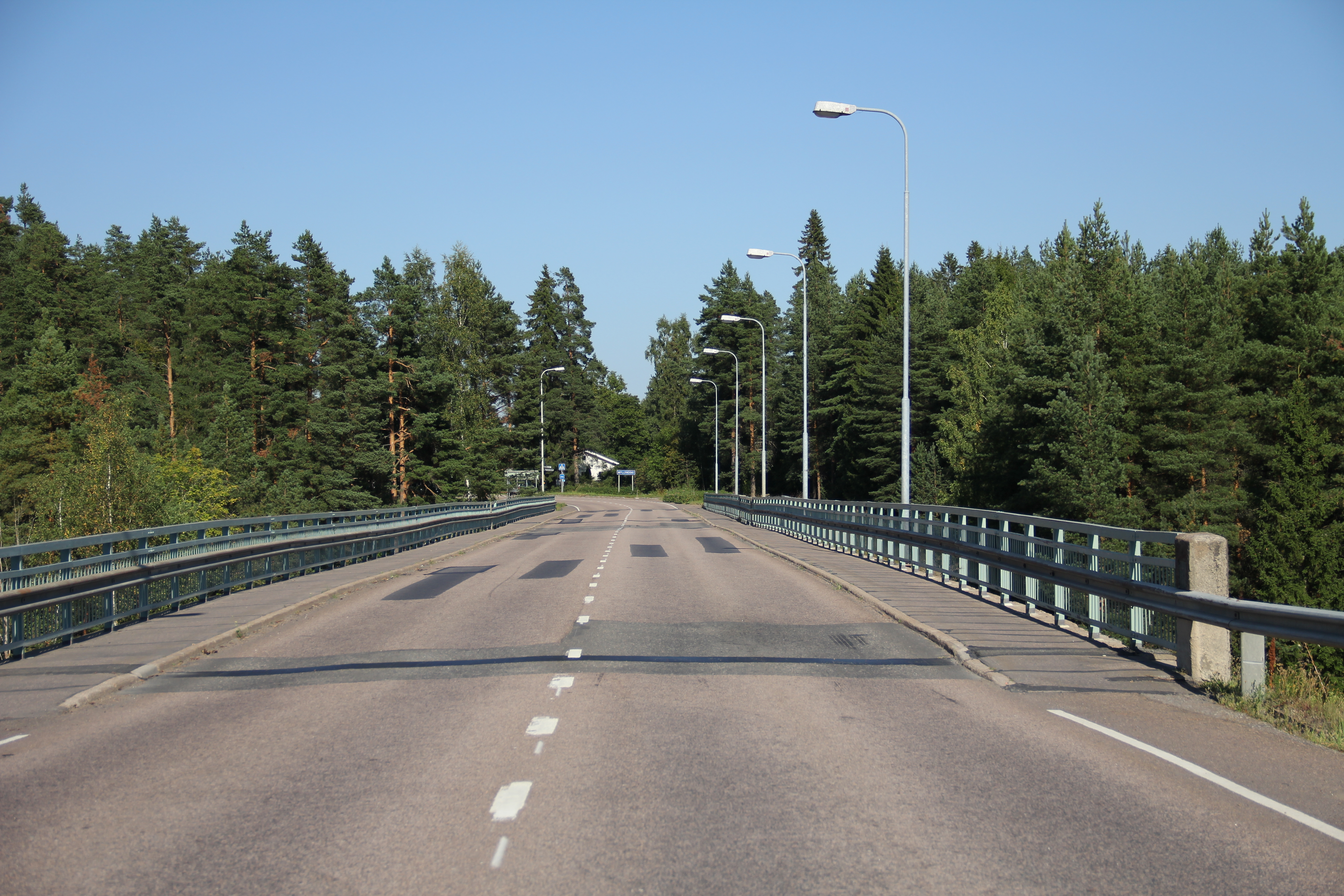
Keskikoski II.
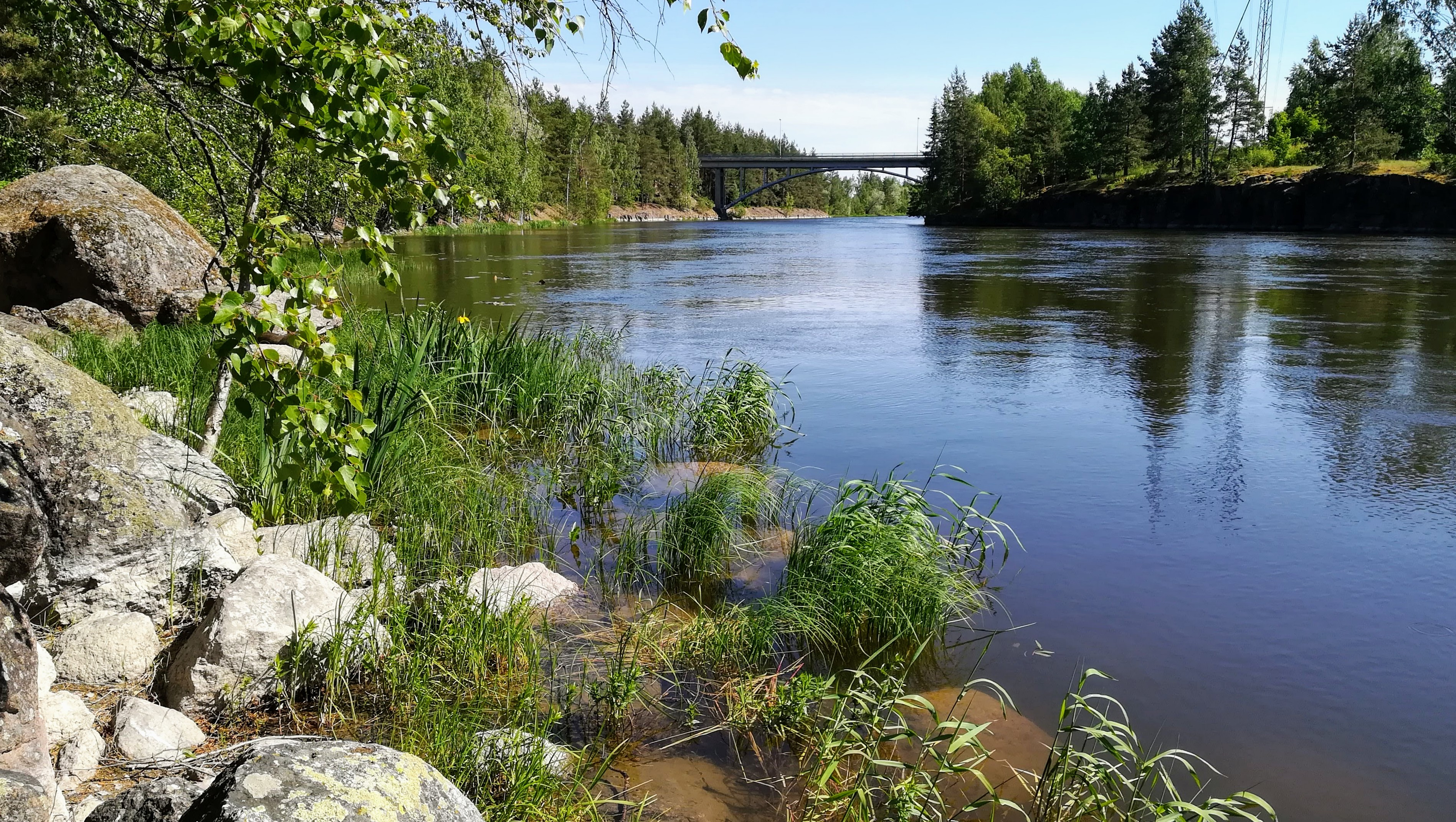
Le fleuve Kymijoki et le pont Keskikoski II.